# Liste deutschsprachiger Schriftsteller/K
Hinweis: Die Umlaute ä, ö, ü werden wie die einfachen Vokale a, o, u eingeordnet, der Buchstabe ß wie ss. Dagegen werden ae, oe, ue unabhängig von der Aussprache immer als zwei Buchstaben behandelt 

## Ka – Kam
- Ursula Kabas (1950)
- Franz Kabelka (1954)
- Richard Kabisch (1868–1914)
- Hans Kaboth (1866–1928)
- Dieter B. Kabus (1941–1993)
- Sylvia Kabus (1952)
- Gustav Kadelburg (1851–1925)
- Hans-Christoph Kaergel (1889–1946)
- Franz Kafka (1883–1924)
- Arthur Kahane (1872–1932)
- Heinz Kahlau (1931–2012)
- Maria Kahle (1891–1975)
- Nikolaus Josef Kahlen (1957)
- Hans von Kahlenberg, eigentlich Helene von Montbart (1870–1957)
- Eugenie Kain (1960–2010)
- Franz Kain (1922–1997)
- Raimund Friedrich Kaindl (1866–1930)
- Friedrich Kaiser (1814–1874)
- Georg Kaiser (1878–1945)
- Gloria Kaiser (1950)
- Isabelle Kaiser (1866–1925)
- Joachim Kaiser (1928–2017)
- Karl Kaiser (1868–?)
- Reinhard Kaiser (1950–2025)
- Reinhard Kaiser-Mühlecker (1982)
- Charlotte von Kalb (1761–1843)
- Max Kalbeck (1850–1921)
- Friedrich Kalbfuß (1903–1945)
- Mascha Kaléko (1907–1975)
- Barbara Kalender (1958)
- Ossip Kalenter, eigentlich Johannes Burkhardt (1900–1976)
- Karl Kälin (1870–1950)
- Victor Kalinowski (1879–1940)
- David Kalisch (1820–1872)
- Joachim Kalka (1948)
- Eleonore Kalkowska (1883–1937)
- Fritz Kalmar (1911–2008)
- Rolf Kalmuczak (1938–2007)
- Juliana Kálnay (1988)
- Hans Kaltneker (1895–1919)
- Karl Kaltwasser (1894–1979)
- Victor Kaluza (1896–1974)
- Maren Kames (1984)
- André Kaminski (1923–1991)
- Volker Kaminski (1958)
- Kurt Kamlah (1866–1928)
- Iris Kammerer (1963)
- Heinz Kamnitzer (1917–2001)
- Heinrich Kämpchen (1847–1912)
- Martin Kämpchen (1948)
- Felix Kamphausen (1944)
- Anja Kampmann (1983)
- Renate Kampmann (1953)

## Kan – Kaz
- Oskar Kanehl (1888–1929)
- Rösy von Känel (1895–1953)
- Paul Kania (1901–1965)
- Matthias Konrad Kann (1871–1952)
- Hermann Kant (1926–2016)
- Immanuel Kant (1724–1804)
- Alfred Kantorowicz (1899–1979)
- Georg Kanzler (1894–1975)
- Hans-Jürgen Kaphengst (1952)
- Egon von Kapherr (1877–1935)
- Walter Kappacher (1938–2024)
- Olaf Kappelt (1953)
- Erhard Kaps (1915–2007)
- Hellmuth Karasek (1934–2015)
- Adel Karasholi (1936)
- Gisela Karau (1932–2010)
- Günter Karau (1929–1986)
- Karl Karbstein (1886–1962)
- Ursula von Kardorff (1911–1988)
- Robert Karger (1874–1946)
- Ulrich Karger (1957)
- Franz Xaver Karl (1961)
- Jil Karoly (1958)
- Adam Karrillon (1853–1938)
- Marta Karlweis (1889–1965)
- Axel Karner (1955)
- Alfred Karrasch (1893–1973)
- Anna Luise Karsch (1722–1791)
- Alois Karschin (1903–1965)
- Ann-Kathrin Karschnick (1985)
- Karl Karst (1956)
- Yaak Karsunke (1934–2025)
- Juliane Karwath (1877–1931)
- Hermann Kasack (1896–1966)
- Marie Luise Kaschnitz (1901–1974)
- Norbert Conrad Kaser (1947–1978)
- Hartmut Kasper (1959)
- Margaret Kassajep (1916)
- Mona Kasten (1992)
- Abraham Gotthelf Kästner (1719–1800)
- Erhart Kästner (1904–1974)
- Erich Kästner (1899–1974)
- Lydia Kath (1906–1978)
- Lisbeth Kätterer (1930–1997)
- Anna Katterfeld (1880–1964)
- Heinz Kattner (1947)
- Leo Katz (1892–1954)
- Richard Katz (1888–1968)
- Walther Kauer (1935–1987)
- Hugo Ernst Käufer (1927–2014)
- Stefan David Kaufer (1971)
- Herbert Kaufmann (1920–1976)
- Walter Kaufmann (1924–2021)
- Gina Kaus, eigentlich Regina Wiener (1894–1985)
- Wolfgang Kaußen (1953)
- Ellis Kaut (1920–2015)
- Kurt Kauter (1913–2002)
- Helmut Käutner (1908–1980)
- Minna Kautsky (1837–1912)
- Heinrich Kautz (1892–1978)
- Helge Kautz (1967)
- Juliane Kay (1899–1968)
- Manuela Kay (* 1964)
- Anna Kayser (1885–1962)
- Rudolf Kayser (1889–1964)
- Friedrich Kayßler (1874–1945)

## Ke
- Linus Kefer (1909–2001)
- Bernhard Kegel (1953)
- Max Kegel (1850–1902)
- Matthias Kehle (1967)
- Daniel Kehlmann (1975)
- Heinz Kehlmann (1909–1979)
- Jürgen Kehrer (1956)
- Ernst-Edmund Keil (1938)
- Hans Keilson (1909–2011)
- Franz Keim (1840–1918)
- Philipp Keim (1804–1884)
- Ralph Keim (1964)
- Ernst Kein (1928–1985)
- Henryk Keisch (1913–1986)
- Heinrich Keiter, Pseudonym Georg Kampfmuth (1853–1898)
- Therese Keiter, Pseudonym M. Herbert (1859–1925)
- Necla Kelek (1957)
- Sandra Kellein (1958)
- Christoph Keller (1963)
- Claudia Keller (1944)
- Gottfried Keller (1819–1890)
- Hans Peter Keller (1915–1989)
- Lorose Keller (1932–2016)
- Paul Keller (1873–1932)
- Paul Anton Keller (1907–1976)
- Philipp Keller (1891–1973)
- Samuel Keller (1856–1924)
- Werner Keller (1909–1980)
- Henriette Keller-Jordan (1835–1909)
- Bernhard Kellermann (1879–1951)
- Gerhard Kelling (1942)
- Jochen Kelter (1946)
- Martin von Kempe (1642–1683)
- Cornelia Kempf (1970)
- Diana Kempff (1945–2005)
- Martina Kempff (1950)
- Birgit Kempker (1956)
- Kerstin Kempker (1958)
- Friederike Kempner (1828–1904)
- Walter Kempowski (1929–2007)
- Odile Kennel (1967)
- Mervyn Brian Kennicott (1881–1940)
- Johannes Kepler (1571–1630)
- Navid Kermani (1967)
- Elfriede Kern (1950)
- Irmgard Kern (1870–1963)
- Jonas Kern (1946)
- Judith Kern (1968)
- Maximilian Kern (1877–ca. 1945)
- Rainer Kerndl (1928–2018)
- Heinrich August Kerndörffer (1769–1846)
- Charlotte Kerner (1950)
- Johann Georg Kerner (1770–1812)
- Justinus Kerner (1786–1862)
- Erich Johann Kernmayr (1906–1991)
- Hans Gustl Kernmayr (1900–1977)
- Ottokar Kernstock (1848–1928)
- Alfred Kerr, eigentlich Alfred Kempner (1867–1948)
- Judith Kerr (1923–2019)
- Marie-Thérèse Kerschbaumer (1936)
- Karin Kersten (1943)
- Paul Kersten (1943–2020)
- Karl Maria Kertbeny (1824–1882)
- Martin Kessel (1901–1990)
- Bernd Kessens (1948)
- Armin Kesser (1906–1965)
- Hermann Kesser, eigentlich Hermann Kaeser (1880–1952)
- Martina Kessler (1961)
- Volker Kessler (1962)
- Hermann Kesten (1900–1996)
- Franz Kesting (1872–1948)
- Hans Werner Kettenbach (1928–2018)
- Peter Heinrich Keulers (1896–1963)
- Irmgard Keun (1905–1982)
- Martin Keune (1959–2017)
- Stefanie Keyser (1847–1926)
- Eduard von Keyserling (1855–1918)

## Kh – Ki
- Sarah Khan (1971)
- Ernst von Khuon(-Wildegg) (1915–1997)
- Ilse Kibgis (1928–2015)
- Ernst Kiefer (1869–1936)
- Reinhard Kiefer (1956)
- Hanna Kiel (1898–1988)
- Martina Kieninger (1966)
- Günter W. Kienitz (20. Jh.)
- Toni Kienlechner (1919–2010)
- Michael Kiesen
- Luca Kieser (1992)
- Ingomar von Kieseritzky (1944–2019)
- Laurenz Kiesgen (1869–1957)
- Otto Kilian (1879–1945)
- Peter Kilian (1911–1988)
- Ilse Kilic (1958)
- Manfred von Killinger (1886–1944)
- Anna Kim (1977)
- Jakob Kinau (1884–1965)
- Johann Wilhelm Kinau (1880–1916), siehe Gorch Fock
- Rudolf Kinau (1887–1975)
- Friedrich Kind (1768–1843)
- Hermann Kinder (1944–2021)
- Balthasar Kindermann (1636–1706)
- Otto Kindler (1905–1962)
- Johanna Kinkel (1810–1858)
- Johann Gottfried Kinkel (1815–1882)
- Tanja Kinkel (1969)
- Esther Kinsky (1956)
- Friedrich Kipp (1878–1953)
- Heinrich Kipper (1875–1959)
- Heinar Kipphardt (1922–1982)
- Wolfgang Kirchbach (1857–1906)
- Hans Wilhelm Kirchhof (1525–1603)
- Bodo Kirchhoff (1948)
- Annerose Kirchner (1951)
- Barbara Kirchner (1970)
- Hans Kirchsteiger (1852–1932)
- Rainer Kirsch (1934–2015)
- Sarah Kirsch (1935–2013)
- Johannes Kirschweng (1900–1951)
- Hans Hellmut Kirst (1914–1989)
- Wulf Kirsten (1934–2022)
- Egon Erwin Kisch  (1885–1948)
- Harald Kislinger (1958)
- Hermann Kissener (1915–1989)
- Alfred Kittner (1906–1991)
- Dietrich Kittner (1935–2013)
- Karin Kiwus (1942)

## Kl
- Ernst Klaar (1861–1920)
- Klabund, eigentlich Alfred Henschke (1890–1928)
- Friedrich Joachim Klähn (1895–1969)
- Wolfgang Klähn (1929–2019)
- Johann Klaj (1616–1656)
- Anna Klapp (1840–)
- Bruno Klammer (1938)
- Jörn Klare (1965)
- Margaret Klare (1932)
- Edith Klatt (1895–1971)
- Daniel Klaus (1972)
- Oskar Klaußmann (1851–1916)
- Wolf Klaußner (1930–2005)
- Ilse Kleberger (1921–2012)
- Ernst Klee (1942–2013)
- Lis Kleeberg (1916–2019)
- Michael Kleeberg (1959)
- Eduard Klein (1923–1999)
- Georg Klein (1953)
- Hans Dieter Klein (1951)
- Oscar Klein (1852–?)
- Jacob Klein-Haparash (1897–1970)
- Dorothea Kleine (1928–2010)
- Paul Alfred Kleinert (1960)
- Johann Kleinfercher (1828–1902)
- Olivia Kleinknecht (1960)
- Rudolf Kleinpaul (1845–1918)
- Ewald Christian von Kleist (1715–1759)
- Heinrich von Kleist (1777–1811)
- Heinz Klemm (1915–1970)
- Johanna Klemm (1856–1924)
- Michael Klemm (1953)
- Wilhelm Klemm (1881–1968)
- Karoline Luise Klen(c)ke (1754–1802)
- Jochen Klepper (1903–1942)
- Marie Klerlein (1856–1934)
- Anton von Klesheim (1812–1884)
- Eckart Kleßmann (1933)
- Sabine Klewe (1966)
- Andrea Klier († 2017)
- Christian Klier (1970)
- Freya Klier (1950)
- Heinrich Klier (1926–2022)
- Walter Klier (1955)
- Christoph Klimke (1959)
- Thomas Kling (1957–2005)
- Ernst August Friedrich Klingemann (1777–1831)
- Friedrich Maximilian Klinger (1752–1831)
- Kurt Klinger (1928–2003)
- Friedrich August von Klinkowström (1778–1835)
- Christian Klippel (1955)
- Editha Klipstein (1880–1953)
- Rainer Klis (1955–2017)
- Claudia Klischat (1970)
- Bettina Klix (1961)
- Karl Maria Klob (1873–1932)
- Beate Klöckner (1950)
- Hans Kloepfer (1867–1944)
- Ulla Klomp (1945)
- Friedrich Gottlieb Klopstock (1724–1803)
- Hermann Klöß (1880–1948)
- Andreas Klotsch (1937)
- Walther Gottfried Klucke (1899–1951)
- Alfred Klug (1883–1944)
- Ludwig Klug (1892–?)
- Alexander Kluge (1932)
- Kurt Kluge (1886–1940)
- Martin Kluger (1948–2021)
- Martin Kluger (1957)
- Ruth Klüger (1931–2020)
- Peter Klusen (1951)
- Angelika Klüssendorf (1958)

## Kn
- Albert Knapp (1798–1864)
- Radek Knapp (1964)
- Heinz Knappe (1924–1997)
- Joachim Knappe (1929–1994)
- Sebastian Knauer (1949)
- Marie Knauff (1841–1895)
- Sibylle Knauss (1944)
- Susanne Knauss (1959)
- Joachim Knauth (1931–2019)
- Andreas Knecht (1962)
- Hildegard Knef (1925–2002)
- Hanns Kneifel (1936–2012)
- Edith Kneifl (1954)
- Jakob Kneip (1881–1958)
- Matthias Kneip (1969)
- Ulrich Knellwolf (1942)
- Julie Kniese (1880–1972)
- Adolph Freiherr Knigge (1752–1796)
- Marie Knitschke (1857–1940)
- John Knittel, eigentlich Hermann Knittel (1891–1970)
- Olga Knoblach-Wolff (1923–2008)
- Adolf Knoblauch (1882–1951)
- Björn Knobloch (1983)
- Erhard Joseph Knobloch (1923–1987)
- Heinz Knobloch (1926–2003)
- Hilda Knobloch (1880–1960)
- Karl Ernst Knodt (1856–1917)
- Reinhard Knodt (1951–2022)
- Fritz Knöller (1898–1969)
- Gerhard Ouckama Knoop (1861–1913)
- Christian Knorr von Rosenroth (1636–1689)
- Esther Knorr-Anders (1931)
- Stephan Knösel (1970)
- Paul Knötel (1858–1934)

## Ko – Kom
- Franz von Kobell (1803–1882)
- Georg Köberle (1819–1898)
- Stefan Koblischek (1904–1969)
- Julius Köbner (1806–1884)
- Hans Koch (1881–1952)
- Jurij Koch (1936)
- Katharina Koch (1811–1892)
- Roland Koch (1959)
- Rosalie Koch (1811–1880)
- Ursula Koch (1944)
- Uwe Koch (1954)
- Werner Koch (1926–1992)
- Martin von Kochem (1634–1712)
- Hugo Kocher (1904–1972)
- Franz Wolfgang Koebner (1887–1978)
- Henriette Köhler (1813–1890)
- Adolf Koelsch (1879–1948)
- Hertha Koenig (1884–1976)
- Fritz A. Koeniger (1910–1990)
- Matthias Koeppel (1937)
- Anne-Marie Koeppen (1899–1940)
- Wolfgang Koeppen (1906–1996)
- Reinhard Koester (1885–1956)
- Arthur Koestler (1905–1983)
- Friedrich Koffka (1888–1951)
- Gerhard Kofler (1949–2005)
- Werner Kofler (1947–2011)
- Ferdinand Kögl (1890–1956)
- Gabriele Kögl (1960)
- Johann Georg Kohl (1808–1878)
- Karl Friedrich Kohlenberg (1915–2002)
- Viktor von Kohlenegg (1872–1940)
- Barbara Köhler (1959–2021)
- Erich Köhler (1928–2003)
- Heinrich Köhler (1852–1920)
- Henning Köhler (1951–2021)
- Willibald Köhler (1886–1976)
- Wolfgang Kohlhaase (1931–2022)
- Michael Köhlmeier (1949)
- Fridel Köhne, auch Friedel Koehne (1890–?)
- Gustav Kohne (1871–1961)
- Michael Kohtes (1959)
- Patrick Kokontis (1964–2021)
- Oskar Kokoschka (1886–1980)
- Annette Kolb (1870–1967)
- Guido Kolb (1928–2007)
- Ulrike Kolb (1942)
- Frank W. Kolbe (1979)
- Uwe Kolbe (1957)
- Erwin Guido Kolbenheyer (1878–1962)
- Walter Kolbenhoff, eigentlich Walter Hoffmann (1908–1993)
- Konrad Kölbl (1912–1994)
- Oskar Kollbrunner (1895–1932)
- Oswalt Kolle (1928–2010)
- Katharina Köller (1984)
- Alfred Kolleritsch (1931–2020)
- Gertrud Kolmar, eigentlich Gertrud Chodziesner (1894–1943)
- Evelyne Kolnberger (1941–2018)
- Regine Kölpin (1964)
- Kurt Kölsch (1904–1968)
- Gottfried Kölwel (1889–1958)
- Alfred Komarek (1945–2024)
- Olly Komenda-Soentgerath (1923–2003)
- Max Kommerell (1902–1944)
- Leopold Kompert (1822–1886)

## Kon – Koz
- Jan Koneffke (1960)
- Michael Kongehl (1646–1710)
- Alma Johanna König (1887–1942)
- Barbara König (1925–2011)
- Eberhard König (1871–1949)
- Heinrich Josef König (1790–1869)
- Johann Ulrich König (1688–1744)
- Johann-Günther König (1952)
- Karl König (1902–1966)
- Pauline König (1868–1938)
- Ralf König (1960)
- Michael Königes (1871–1955)
- Katja Königsberg (1964)
- Helga Königsdorf (1938–2014)
- Willi Friedrich Könitzer (1905–1947)
- Klaus Konjetzky (1943–2019)
- Alfred Könner (1921–2008)
- Marcel Konrad (1954)
- Robert E. Konrad (1926–1951)
- Konrad von Würzburg (etwa 1220–1287)
- Doris Konradi (1961)
- Heinz G. Konsalik, eigentlich Heinz Günther (1921–1999)
- Gerhard Konzelmann (1932–2008)
- Angelika Kopečný (1949)
- Steffen Kopetzky (1971)
- Gerhard Köpf (1948)
- Joseph Kopf (1929–1979)
- Gerit Kopietz (1963)
- August Kopisch (1799–1853)
- Fritz-Jochen Kopka (1944)
- Jan Koplowitz (1909–2001)
- Josef Vital Kopp (1906–1966)
- Helene Luise Köppel (1948)
- Edlef Köppen (1893–1939)
- Luise Koppen (1855–1922)
- Harald Korall (1932–2017)
- Tessa Korber (1966)
- Klaus Kordon (1943)
- Walter Kordt (1899–1972)
- Freya von Korff (1986)
- Friedrich-Wilhelm Korff (1939)
- Christoph Kormart (1644–1701)
- Albert Korn (1880–1965)
- Carmen Korn (1952)
- Ilse Korn (1907–1975)
- Renke Korn (1938–2020)
- Vilmos Korn (1899–1970)
- Hermann Korner (1365–1438)
- Klaus Körner (1939)
- Klaus Körner (1946–2023)
- Theodor Körner (1791–1813)
- Wolfgang Körner (1937–2019)
- Wolfgang Hermann Körner (1941–2021)
- Paul Körner-Schrader, eigentlich Karl Schrader (1900–1962)
- Paul Kornfeld (1889–1942)
- Theodor Kornfeld (1636–1698)
- Irina Korschunow (1925–2013)
- Theodora Korte (1872–1926)
- Marion Kortsteger (1968)
- Karl Arnold Kortum (1745–1824)
- Christine Koschel (1936–2024)
- Rudolf von Koschützki (1866–1954)
- Ludwig Gotthard Kosegarten (1758–1818)
- Ernst Ludwig Kossak (1814–1880)
- Margarethe Kossak (1855–?)
- Adolf Köster (1883–1930)
- Hans Köster (1818–1900)
- Bernhard Köster (1869–1944)
- Kari Köster-Lösche (1946)
- Christian Reinhold Köstlin (1813–1856)
- Therese Köstlin (1877–1964)
- Ingrid Kötter (1934)
- Klara Köttner-Benigni (1928–2015)
- Wilhelm Kotzde-Kottenrodt (1878–1948)
- August von Kotzebue (1761–1819)
- Victor de Kowa (1904–1973)
- Laabs Kowalski (1962)
- Wilhelm Maria Kowarz (1873–1944)
- Andreas Koziol (1957–2023)

## Kra – Kre
- August Kracht (1906–1987)
- Christian Kracht (1966)
- Gisela Kraft (1936–2010)
- Paul Kraft (1896–1922)
- Robert Kraft (1869–1916)
- Ruth Kraft (1920–2015)
- Werner Kraft (1896–1991)
- Zdenko von Kraft (1886–1979)
- Hertha Kräftner (1928–1951)
- Johann Krainz (1847–1907)
- Richard Kralik (1852–1934)
- Johannes Kram (* 1967)
- Karl Emerich Krämer (1918–1987)
- Theodor Kramer (1897–1958)
- Thorsten Krämer (1971)
- Rudolf Krämer-Badoni (1913–1989)
- Ralf Kramp (1963)
- Willy Kramp (1909–1986)
- Karsten Krampitz (1969)
- Anna von Krane (1853–1937)
- Franz Kranewitter (1860–1938)
- Herbert Kranz (1891–1973)
- Tommy Krappweis (1972)
- Stephan Krass (1951)
- Peter Krassa (1938–2005)
- Friedrich Krasser (1818–1893)
- Franz Kratochwil (1948–2019)
- Edwin Kratschmer (1931)
- Armin Kratzert (1957)
- Ernst Kratzmann (1889–1950)
- Wilhelm Krauel (1876–1952)
- Karl Kraus (1874–1936)
- Kristian Kraus (1880–1970)
- Barbara Krause (1939)
- Hanns Krause (1916–1994)
- Sibylle Krause-Burger (1935)
- Elmar Kraushaar (* 1950)
- Angela Krauß (1950)
- Hans Nicolaus Krauß (1861–1906)
- Werner Krauss (1900–1976)
- Helmut Krausser (1964)
- Stephan Krawczyk (1955)
- Friederike Henriette Kraze (1870–1936)
- Hanna-Heide Kraze (1920–2008)
- Ursula Krechel (1947)
- Oskar Kreibich (1916–1984)
- Margret Kreidl (1964)
- Ernst Kreidolf (1863–1956)
- Daniela Krein (1897–1986)
- Erna Kreis (1899–1989)
- Georg Kreisler (1922–2011)
- Susan Kreller (1977)
- Hannes Kremer (1906–1976)
- Mite Kremnitz (1852–1916)
- Hans Krendlesberger (1925–1995)
- Fritz Krenn (1958)
- Bastian Kresser (1981)
- Karl Friedrich Kretschmann (1738–1809)
- Max Kretzer (1854–1941)
- Ernst Kreuder (1903–1972)
- Margot Kreuter-Tränkel (1929–2003)
- Rudolf Jeremias Kreutz (1876–1949)
- Dietmar Kreutzer (* 1965)
- Angela Kreuz (1969)
- Konrad Krez (1828–1897)

## Kri – Kru
- Jörg Krichbaum (1945–2002)
- Elisabeth Krickeberg (1861–1944)
- Gudrun Maria Krickl (1968)
- Volker Kriegel (1943–2003)
- Arnold Krieger (1904–1965)
- Günter Krieger (1965)
- Hans Krieger (1933–2023)
- Hermann Krieger (1866–1943)
- Otto Kriegk (1892 – nach 1946)
- Daniela Krien (1975)
- Gerda von Kries (1901–1972)
- Hans Rudolf Krill (1885–1964)
- Otto Krille (1878–1954)
- Joseph Ferdinand Kringsteiner (1775–1810)
- Elise Krinitz (1825–1896)
- Vlado Kristl (1923–2004)
- Karl Krobath (1875–1916)
- Wolfgang Kröber (1951)
- Franz Xaver Kroetz (1946)
- Alexander Kröger, eigentlich Helmut Routschek (1934–2016)
- Theodor Kröger (1891–1958)
- Timm Kröger (1844–1918)
- Hans Gerd Krogmann (1935–2018)
- Rolf Krohn (1949)
- Tim Krohn (1965)
- Friedrich Kröhnke (1956)
- Hans Kroliczak (1936–2006)
- Karl Krolow (1915–1999)
- Heinrich Ernst Kromer (1866–1948)
- Giorgos Krommidas (1936–2021)
- Norbert Kron (1965)
- Brigitte Kronauer (1940–2019)
- Max Kronberg (1884–?)
- Simon Kronberg (1891–1947)
- Eckart Kroneberg (1930–2013)
- Therese Krones (1801–1830)
- Frida von Kronoff (1853–1929)
- Jürgen Kross (1937–2019)
- Hildegard Krug (1927–2012)
- Answald Krüger (1918–1977)
- Bartholomäus Krüger (etwa 1540 – nach 1597)
- Hardy Krüger (1928–2022)
- Herman Anders Krüger (1871–1945)
- Horst Krüger (1919–1999)
- Jonas Torsten Krüger (1967)
- Michael Krüger (1943)
- Nils Krüger (1899–1973)
- Renate Krüger (1934–2016)
- Friedrich Adolf Krummacher (1767–1845)
- Angela Krumpen (* 1963)
- Günther Krupkat (1905–1990)
- Lisa Krusche (1990)
- Heinz Kruschel (1929–2011)
- Karsten Kruschel (1959)
- Dirk Kruse (1964)
- Heinrich Kruse (1815–1902)
- Iven Kruse (1865–1926)
- Max Kruse (1921–2015)
- Sigrid Kruse (1941)
- Tatjana Kruse (1960)
- James Krüss (1926–1997)
- Otfried Krzyzanowski (1886–1918)

## Ku – Kum
- Richard Küas (1861–1943)
- Margarete Kubelka (1923–2000)
- Susanna Kubelka (1942–2024)
- Wilhelm Kubié (1890–1948)
- Alfred Kubin (1877–1959)
- Arnold Kübler (1890–1983)
- Erich Kuby (1910–2005)
- Claus Küchenmeister (1930–2014)
- Wera Küchenmeister (1929–2013)
- Kurt Küchler (1883–1925)
- Sabine Küchler (1965)
- Judith Kuckart (1959)
- Adam Kuckhoff (1887–1943)
- Fritz Kudnig (1888–1979)
- Wolfgang Kudrnofsky (1927–2010)
- Hans Kudszus (1901–1977)
- Johann Wilhelm von Kuefstein (1582–1656)
- Sabine Kuegler (1972)
- Johannes Kuen (1606–1675)
- Wilhelm von Kügelgen (1802–1867)
- Wilhelm von Kügelgen (1890–1983)
- Franz Kugler (1808–1858)
- Anton Kuh (1890–1941)
- Emil Kuh (1828–1876)
- Thusnelda Kühl (1872–1935)
- Ernst Kühlbrandt (1857–1933)
- Jan Kuhlbrodt (1966)
- Johannes Theodor Kuhlemann (1891–1939)
- Björn Kuhligk (1975)
- Quirinus Kuhlmann (1651–1689)
- Miku Sophie Kühmel (1992)
- August Kühn (1936–1996)
- Bodo Kühn (1912–2012)
- Claudia Kühn (1969)
- Dieter Kühn (1935–2015)
- Fritz Kühn (1883–1968)
- Johannes Kühn (1934–2023)
- Michael Kuhn (1955)
- Rudolf Kuhn (1885/95–1958)
- Ursula Kuhn (1925–1999)
- Volker Kühn (1933–2015)
- Johann Kuhnau (1660–1722)
- Elli Kühne (1911–1984)
- Gustav Kühne (1806–1888)
- Norbert Kühne (1941)
- Hans Friedrich Kühnelt (1918–1997)
- Carl Kühner (1804–1872)
- Otto Heinrich Kühner (1921–1996)
- Gabriele Kuhnke (1946)
- Alexandra Kui (1973)
- Heinz Kükelhaus (1902–1946)
- Hermann Kükelhaus (1920–1944)
- Georg Kulka (1897–1929)
- Elisabeth Kulmann (1808–1825)
- Frances Külpe (1862–1936)
- Anant Kumar (1969)
- Roy Kummer (1966)
- Michael Kumpfmüller (1961)

## Kun – Ky
- Johannes Kunckel (1630–1703)
- Günter Kunert (1929–2019)
- Hans-Peter Kunisch (1962)
- Hans Künkel (1896–1956)
- Thor Kunkel (1963)
- Manfred Künne (1931–1990)
- Thomas Kunst (1965)
- Erich Kunter (1898–1982)
- Margaretha Susanna von Kuntsch (1651–1717)
- Gunnar Kunz (1961)
- Margarete Kunz-Friebelung (1909–1991)
- Reiner Kunze (1933)
- Rosemarie Künzler-Behncke (1926–2021)
- Elisar von Kupffer (1872–1942)
- Anke Küpper (1966)
- Hannes Küpper (1897–1955)
- Heinz Küpper (1930–2005)
- Gustav Adolf Küppers (1894–1978)
- Leonhard Küppers (1903–1985)
- Joachim Kupsch (1926–2006)
- Martin Kurbjuhn (1937)
- Dirk Kurbjuweit (1962)
- Alfred Kurella (1895–1975)
- Ferdinand Kürnberger (1821–1879)
- Robert Kurpiun (1869–1943)
- Auguste Kurs (1815–1892)
- Otto Kürsten (1877–1946)
- Kemal Kurt (1947–2002)
- Franz Peter Kürten (1891–1957)
- Ildikó von Kürthy (1968)
- Rudolf Kurtz (1884–1960)
- Hermann Kurz (1813–1873)
- Hermann Kurz  (1880–1933)
- Isolde Kurz (1853–1944)
- Paul Konrad Kurz (1927–2005)
- Peter Kurzeck (1943–2013)
- Lothar Kusche (1929–2016)
- Kurt Kusenberg (1904–1983)
- Karin Kusterer (1955)
- Willy Küsters (1888–1949)
- Erich Küthe (1940–2003)
- Kurt Küther (1929–2012)
- Angelika Kutsch (1941)
- Axel Kutsch (1945)
- Volker Kutscher (1962)
- Sarah Kuttner (1979)
- Hjalmar Kutzleb (1885–1959)
- -ky, Pseudonym von Horst Bosetzky (1938–2018)
- Hedwig Kym (1860–1949)
- Manfred Kyber (1880–1933)
- Hans Kyser (1882–1940)